# Palora
Palora – miasto w Ekwadorze, w prowincji Morona-Santiago, siedziba kantonu Palora.